# Роберт Такарич
Роберт Такарич (1968) је српски писац за децу.
Роберт Такарич живи у Зрењанину и у Сенти. Ради као професор и педагог драме. 

## Дела

### Романи
- Једно је лето, Љубице (2011)
- Рекла је да у мојој глави чује гитаре и бубњеве (2012)
- Дневник прве љубави (2013)
- Ударио ме пубертет у главу (2016)
- Девојчице су обично више (2017)

### Приче
- Идемо по Ољу у Зелену земљу на Зеленом мору (2003)
- Девојчице су јачи пол (2007)
- Девојчице узвраћају ударац (2008)
- Мењам пубертет за било шта! Повољно! (2009)
- Пола девојчица, пола птица певачица 100% добра девојчица (2009)
- Најбоље године (2009)
- Шест и по најгорих мувања од постанка света (2010)
- Татина принцеза (2014)
- Сестрице (2014)
- Недостајеш (2015)
- Наша школа је купила диносауруса (2016)

### Драме
- Недељом срчемо супу (2003)
- У потрази за коњском срећом (2003)
- Мона Лиза је била лепша (2004)
- Ауу, сестро, и ми се играмо позоришта (2007)

### Сликовнице
- Школица за змајеве (2011)
- Школица за виле (2011)
- Школица за витезове (2011)
- Школица за сирене (2011)
- Школица за пирате (2011)
- Школица за принцезе (2011)
- Школица за суперхероје (2013)
- Школица за диносаурусе (2013)
- Два пријатеља на фарми (2014)
- Два пријатеља & откриће Америке (2014)
- Два пријатеља & 7 светских чуда (2014)
- Два пријатеља у зоолошком врту (2014)
- Два пријатеља уче бонтон (2014)
- Два пријатеља и велики светски проналасци (2014)
- Два пријатеља на древним олимпијским играма (2014)
- Два пријатеља постају детективи (2014)
- Два пријатеља у потрази за Мона Лизом (2014)

### Популарна наука
- Траже се паметни детективи за откривање историје (2013)
- Траже се паметни детективи за откривање историје. 2, Средњи век (2015)
- Траже се паметни детективи за откривање историје Војводине (2015)
- Паметна књига о школском позоришту (2011)

## Награде
- Мали принц (2010) за најбољи дечји роман у Југославији за дело Мењам пубертет за било шта! Повољно!
- Невен (2014) за најбољу књигу из популарне науке за децу за дело Тражи се паметни детектив за откривање историје
- Доситејево перо за дело Шест и по најгорих мувања од постанка света